# 1 april
1 april is de 91ste dag van het jaar (92ste in een schrikkeljaar) in de gregoriaanse kalender. Hierna volgen nog 274 dagen tot het einde van het jaar. 1 april is ook de dag voor de 1 aprilgrappen.

## Gebeurtenissen
- Algemeen
  - 1873 - Het Britse stoomschip Atlantic zinkt voor de kust van Nova Scotia, 547 mensen komen om.
  - 1918 - Oprichting van de Royal Air Force in het Verenigd Koninkrijk.
  - 1946 - Een aardbeving met een sterkte van 7,8 bij de Aleoeten creëert een tsunami die de Hawaïaanse eilanden overspoelt. 159 mensen komen om.
  - 2014 - De Amersfoortse Kris Kremers en Lisanne Froon verdwijnen in de jungle van Panama.
- Criminaliteit en veiligheid
  - 1934 - Bonnie en Clyde vermoorden twee jonge highway patrol-agenten nabij Grapevine (Texas).
- Economie
  - 1976 - Het elektronicabedrijf Apple Inc. wordt opgericht door Steve Jobs.
- Infrastructuur
  - 1878 - Het licht van Lange Jaap, een vuurtoren in Huisduinen, bij Den Helder wordt voor de eerste maal ontstoken. Lange Jaap is de hoogste gietijzeren toren van Europa.
  - 1928 - Oprichting van Van Doorne's AanhangwagenFabriek, later bekend als Van Doorne's AutomobielFabriek (DAF).
- Media
  - 1885 - Het rooms-katholieke blad De Maasbode verschijnt voor het eerst als dagblad.
  - 1980 - De NOS begint met Teletekst.
  - 1983 - Studio Brussel begint aan zijn uitzendingen als Brusselse lokale radio.
  - 1984 - Het Faeröerse televisiestation Sjónvarp Føroya zendt voor het eerst uit, waarmee deze eilandengroep het laatste gebied in Europa is dat een eigen publieke televisie-omroep krijgt.
  - 2009 - Start van JOE fm, een commercieel radiostation van Medialaan.[1]
- Oorlog
  - 1572 - De watergeuzen veroveren Den Briel op de Spanjaarden (hier is de uitdrukking op 1 april verloor Alva zijn bril uit voortgekomen).
  - 1945 - Tweede Wereldoorlog: Slag om Okinawa - Amerikaanse troepen landden op Okinawa in de laatste campagne van de oorlog.
- Politiek
  - 286 - Keizer Diocletianus benoemt Maximianus tot mede-keizer (Augustus) en laat hem regeren over het West-Romeinse Rijk.
  - 457 - Majorianus, Romeins generaal (magister militum), wordt, nadat hij de Alemannen bij Lago Maggiore (Italië) heeft verslagen, tot keizer uitgeroepen.
  - 527 - Keizer Justinus I benoemt zijn neef Justinianus I als mede-keizer (Augustus) en troonopvolger van het Byzantijnse Rijk.
  - 1867 - Singapore wordt een kroonkolonie van het Verenigd Koninkrijk.
  - 1924 - Adolf Hitler wordt veroordeeld tot vijf jaar gevangenisstraf voor zijn deelname aan de Bierkellerputsch. Hij zit slechts negen maanden in de gevangenis, waar hij het eerste deel van zijn boek Mein Kampf schrijft.
  - 1937 - Aden wordt een kroonkolonie van het Verenigd Koninkrijk.
  - 1948 - De Faeröer krijgen verregaande autonomie binnen Denemarken.
  - 1979 - Iran wordt een islamitische republiek.
  - 1991 - Krajina, de door een meerderheid van Serviërs bewoonde provincie van Kroatië, scheidt zich formeel van de rest van Kroatië af en zoekt aansluiting bij Servië.
  - 1994 - Hongarije verzoekt om toetreding tot de Europese Unie.
  - 2001 - In Joegoslavië wordt voormalig president Slobodan Milošević gearresteerd.
  - 2001 - In Nederland wordt, als eerste land ter wereld, het homohuwelijk gelegaliseerd.
  - 2002 - Nederland legaliseert euthanasie.
  - 2002 - Zuidwest-Somalië verklaart de onafhankelijkheid en wil een autonome regio zijn tot het Oost-Afrikaanse land weer stabiel is.
  - 2003 - President Pierre Buyoya van Burundi, een Tutsi, wordt opgevolgd door de Hutu Domitien Ndayizeye (Frodebu).
  - 2009 - Albanië en Kroatië treden toe tot de NAVO.
  - 2012 - Rebellen van de MNLA bezetten de Malinese stad Timboektoe en delen van de regio Mopti.
- Recreatie
  - 2007 - In de Efteling wordt de attractie De Vliegende Hollander geopend.
  - 2010 - De Efteling opent de Sprookjesboom, een nieuw sprookje in het Sprookjesbos.
  - 2014 - In Phantasialand opent Chiapas.
  - 2017 - In Legoland Deutschland opent LEGO NINJAGO The Ride.
- Religie
  - 1605 - Kardinaal Alessandro Ottaviano de' Medici wordt gekozen tot Paus Leo XI.
  - 1818 - Verheffing van het Bisdom Bamberg in Beieren tot Aartsbisdom Bamberg.
- Sport
  - 1888 - In Rotterdam wordt voetbalclub Sparta opgericht.
  - 1908 - Oprichting van de Argentijnse voetbalclub CA San Lorenzo de Almagro.
  - 1953 - Het Paraguayaans voetbalelftal wint voor de eerste keer de Copa América door in de finale met 3-2 te winnen van titelhouder Brazilië.
  - 1999 - Zwemmer Ian Thorpe brengt bij de wereldkampioenschappen kortebaan (25 meter) in Hongkong het wereldrecord op de 200 meter vrije slag kortebaan op 1.43,28.
  - 2007 - Baanwielrenner Theo Bos wordt voor de derde maal wereldkampioen sprint. Het is zijn vijfde wereldtitel in totaal.
  - 2009 - Het Pools voetbalelftal behaalt de grootste overwinning uit de geschiedenis van het land door San Marino in Kielce met 10-0 te verslaan, onder meer door vier treffers van Euzebiusz "Ebi" Smolarek.
  - 2018 - Een week na zijn zege in de E3 Harelbeke wint Niki Terpstra de Ronde van Vlaanderen.
- Wetenschap en technologie
  - 1929 - Introductie van de jojo in New York.
  - 1960 - De eerste succesvolle weersatelliet ter wereld wordt gelanceerd, de TIROS-1.[2]
  - 2011 - De BritNed-kabel tussen Groot-Brittannië en Nederland wordt in bedrijf genomen.

## Geboren

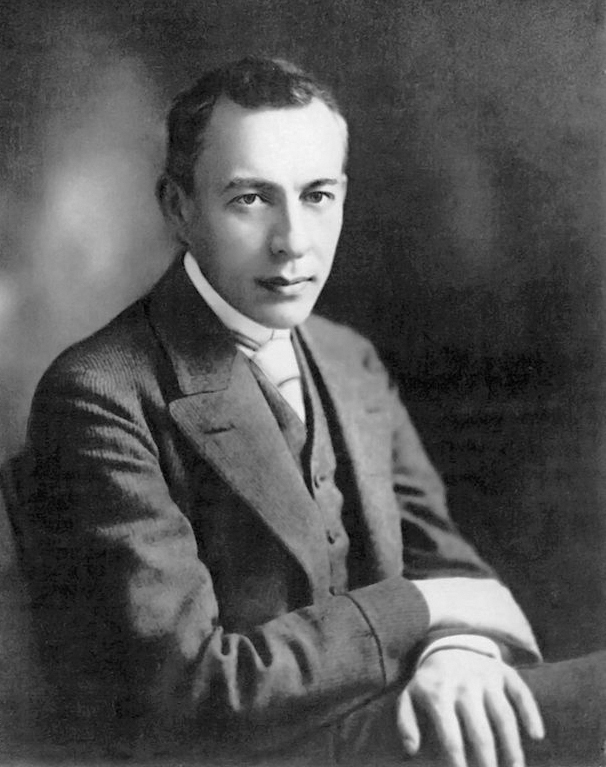
Sergej Rachmaninov
geboren in 1873

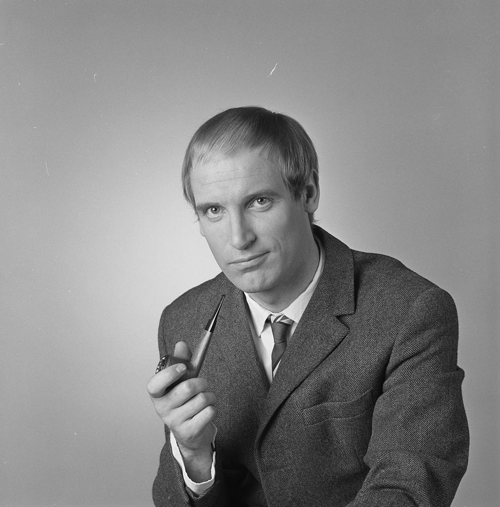
Hugo Metsers
geboren in 1943

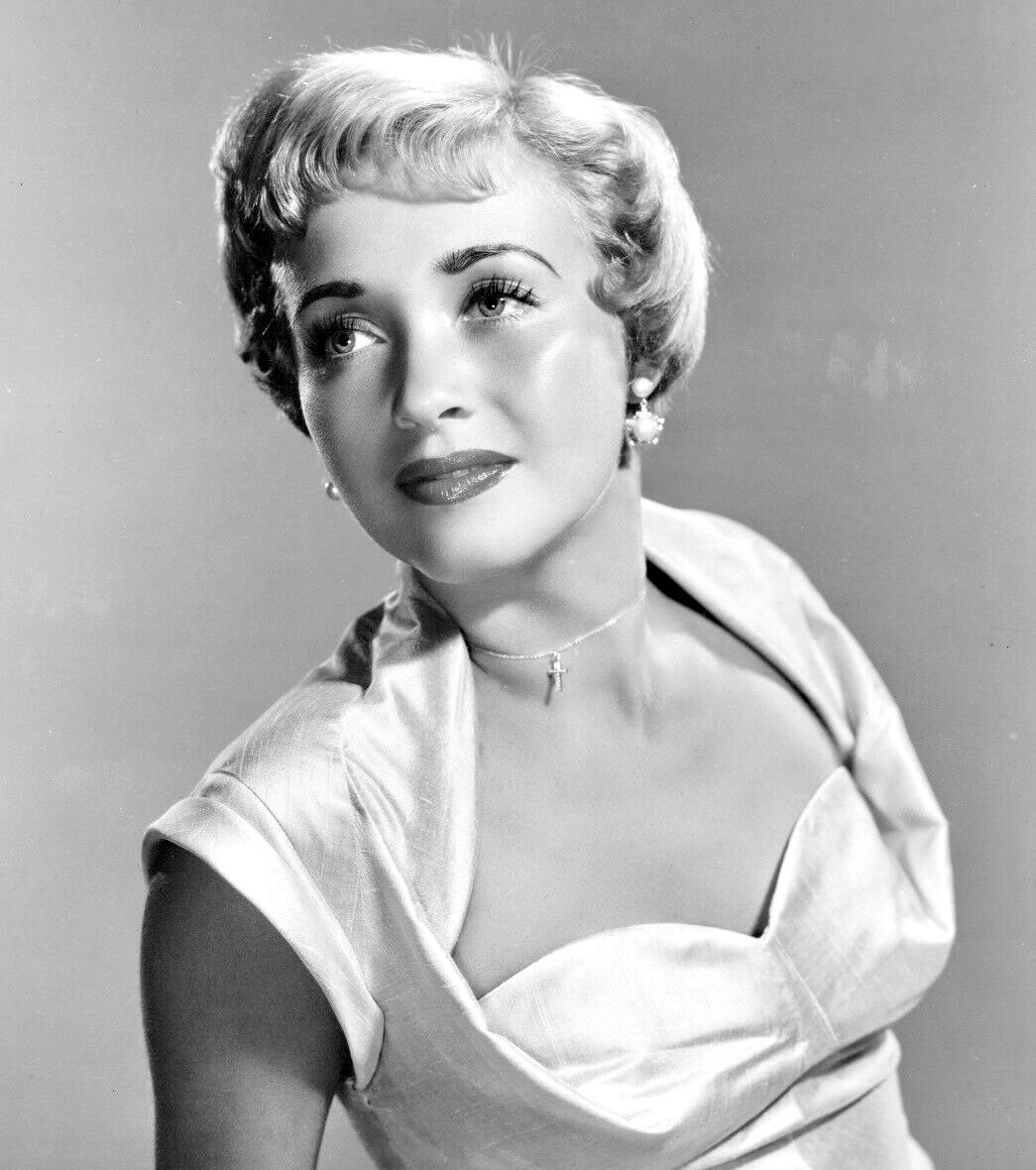
Jane Powell
geboren in 1929

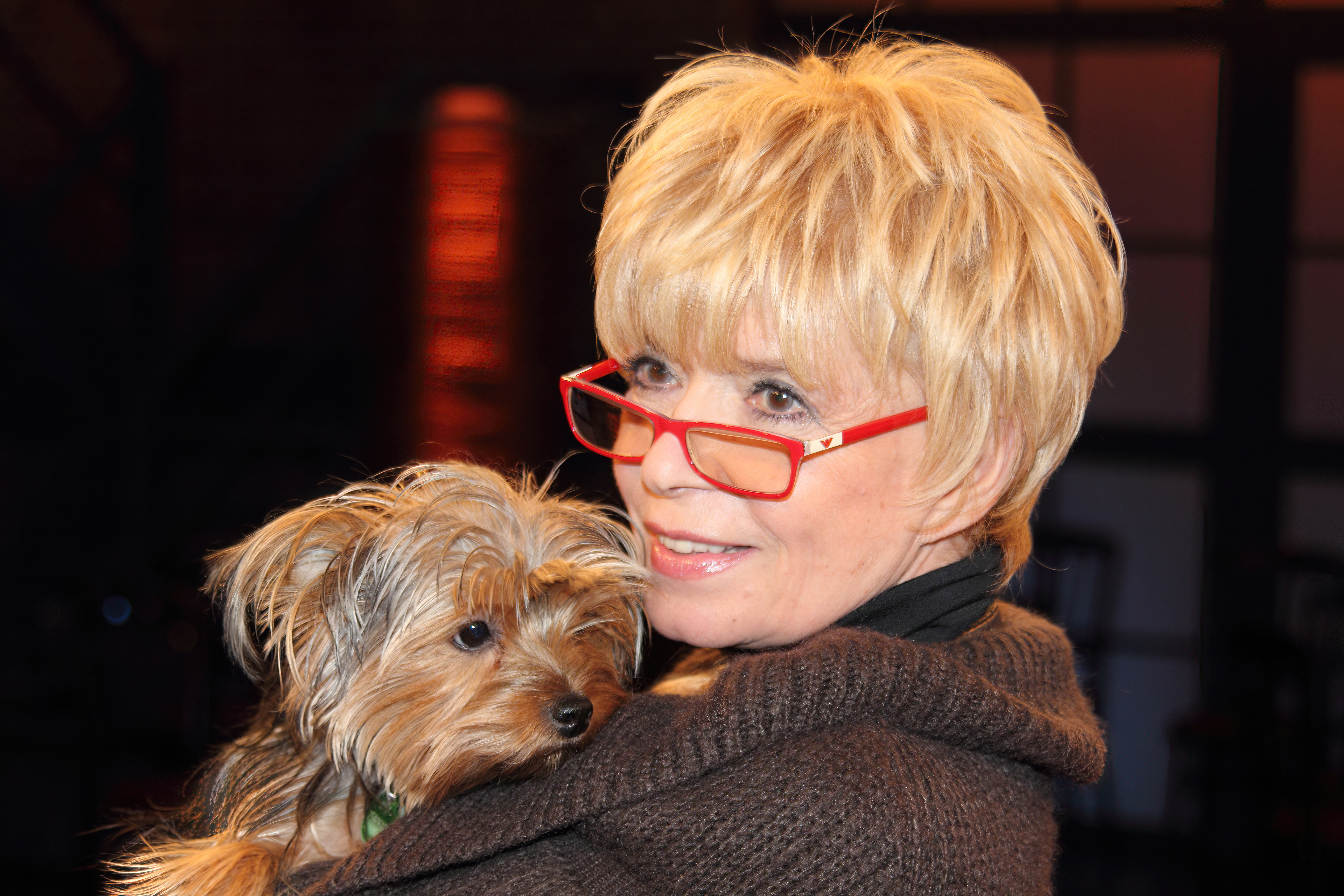
Ingrid Steeger
geboren in 1947

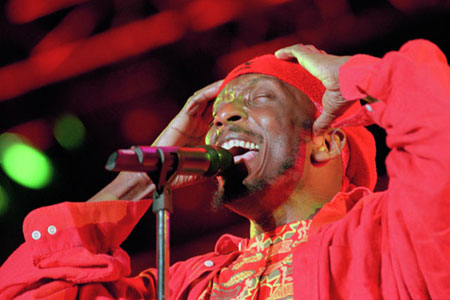
Jimmy Cliff
geboren in 1948

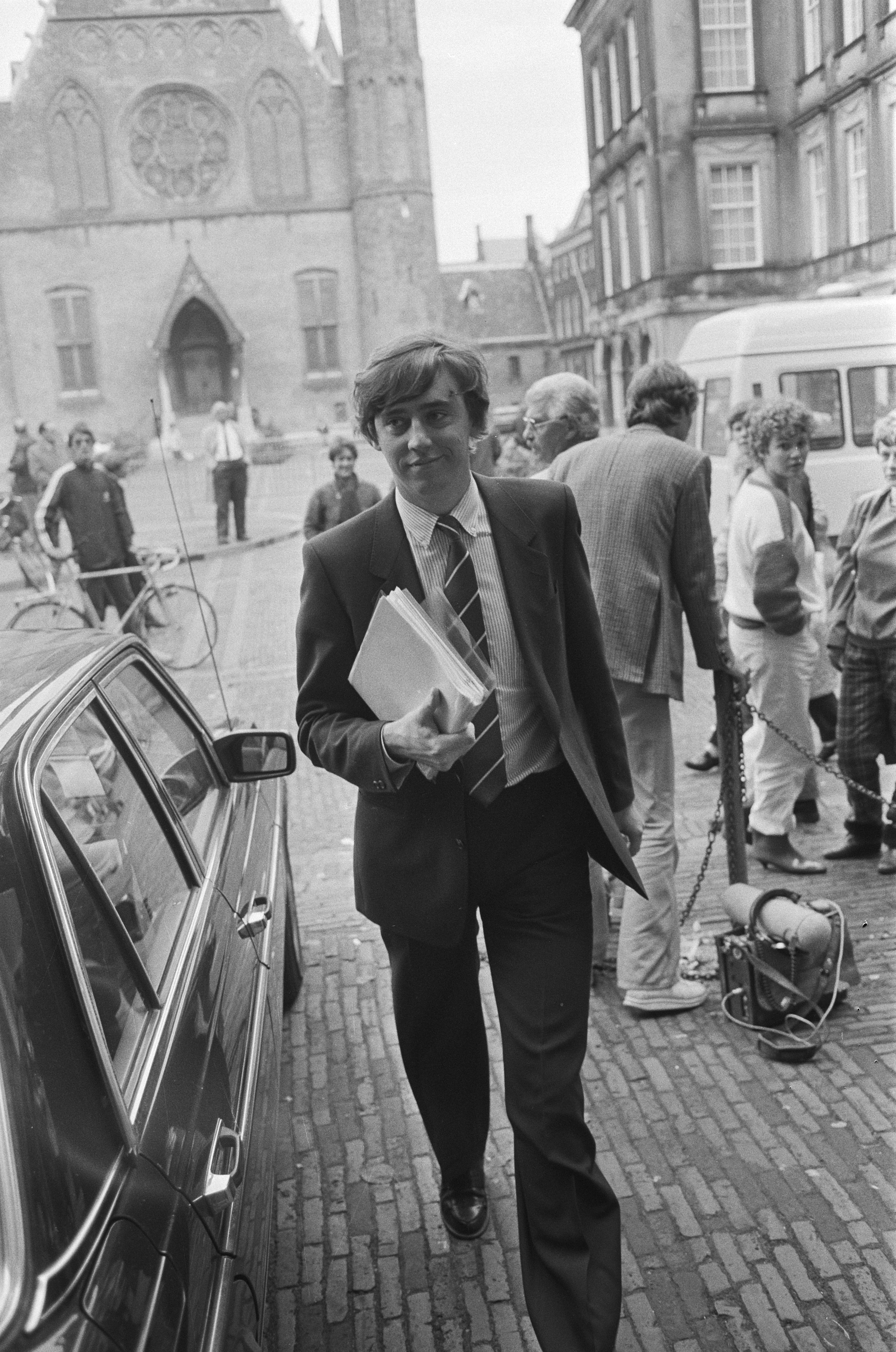
Ed Nijpels
geboren in 1950

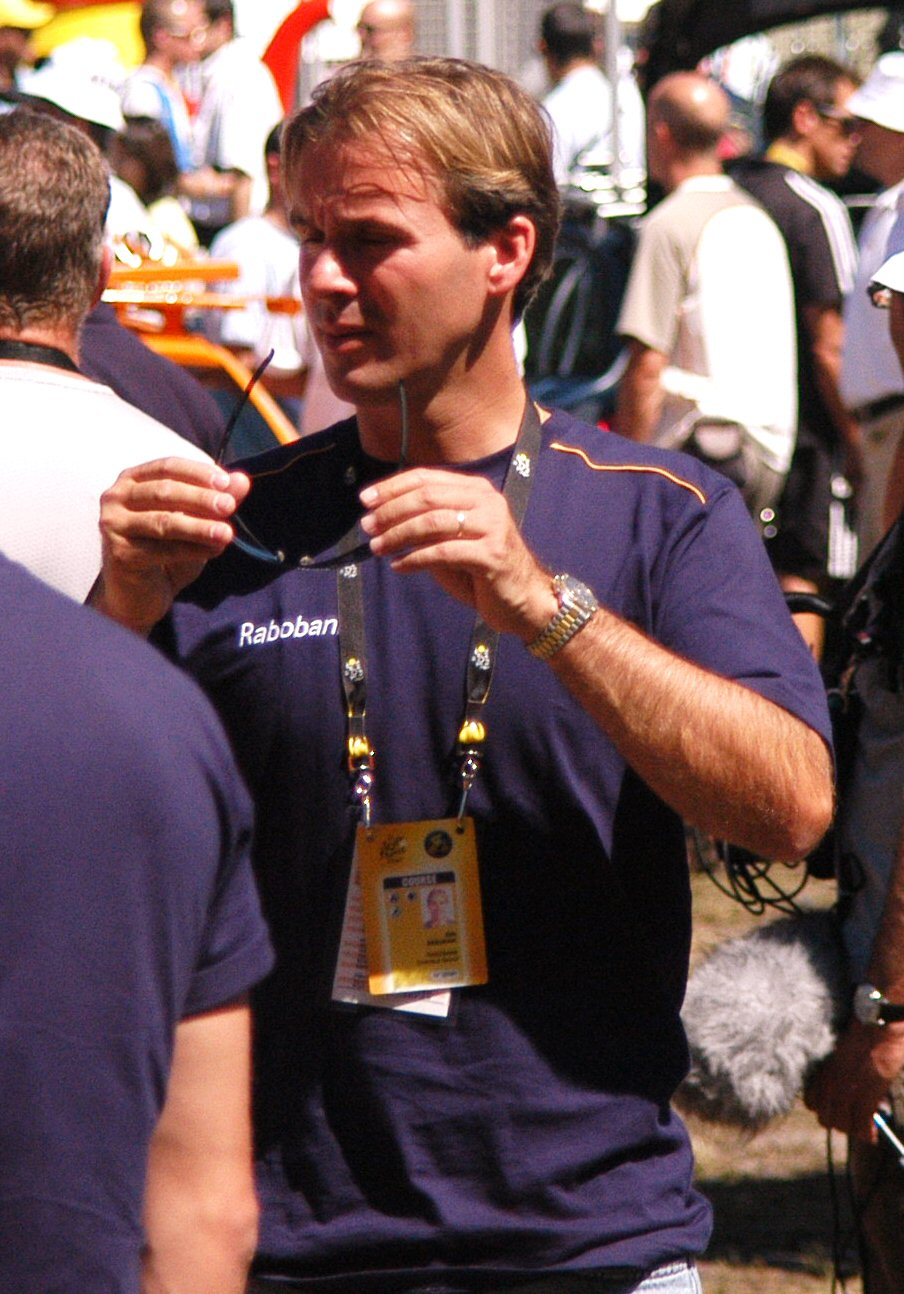
Erik Breukink
geboren in 1964

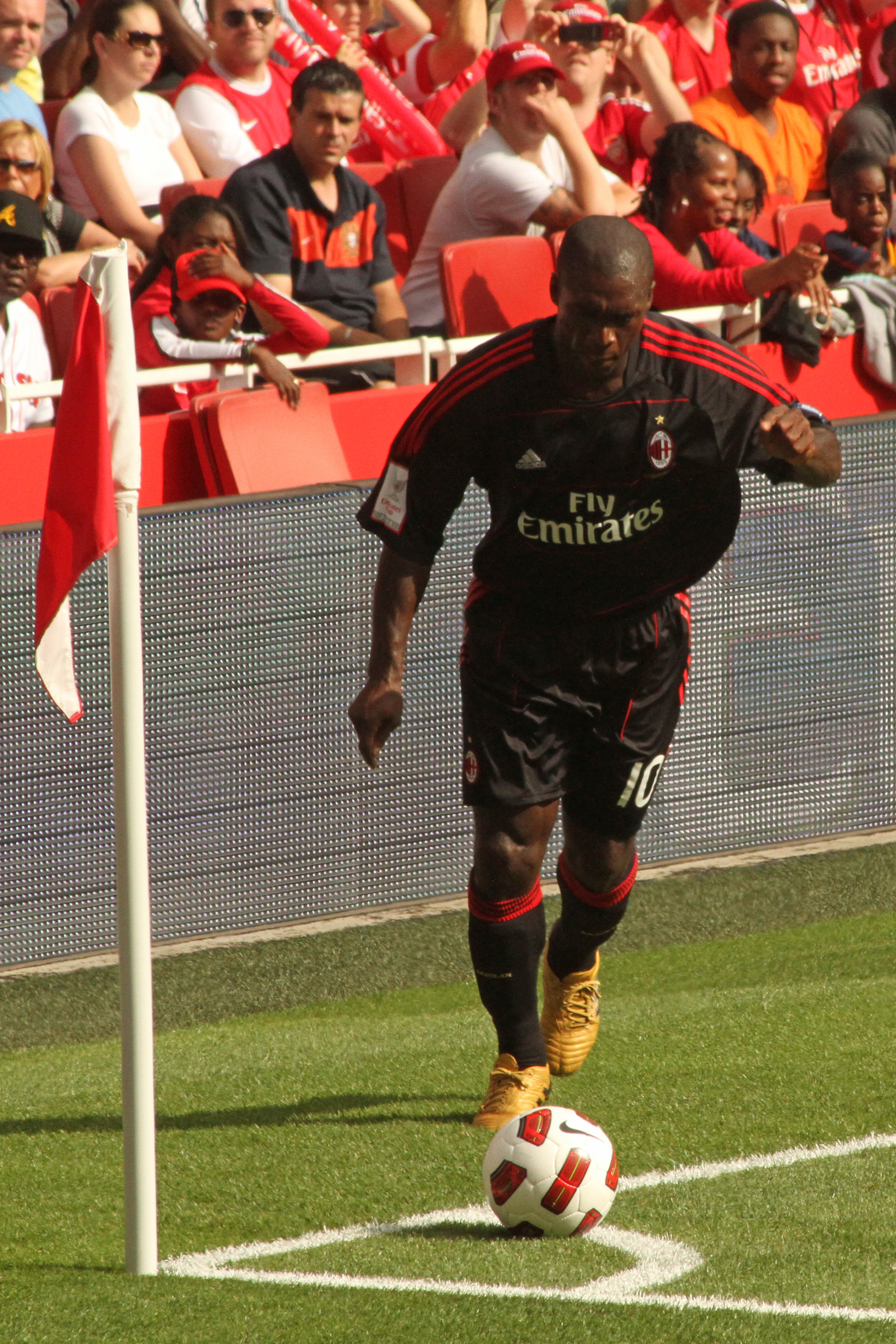
Clarence Seedorf
geboren in 1976

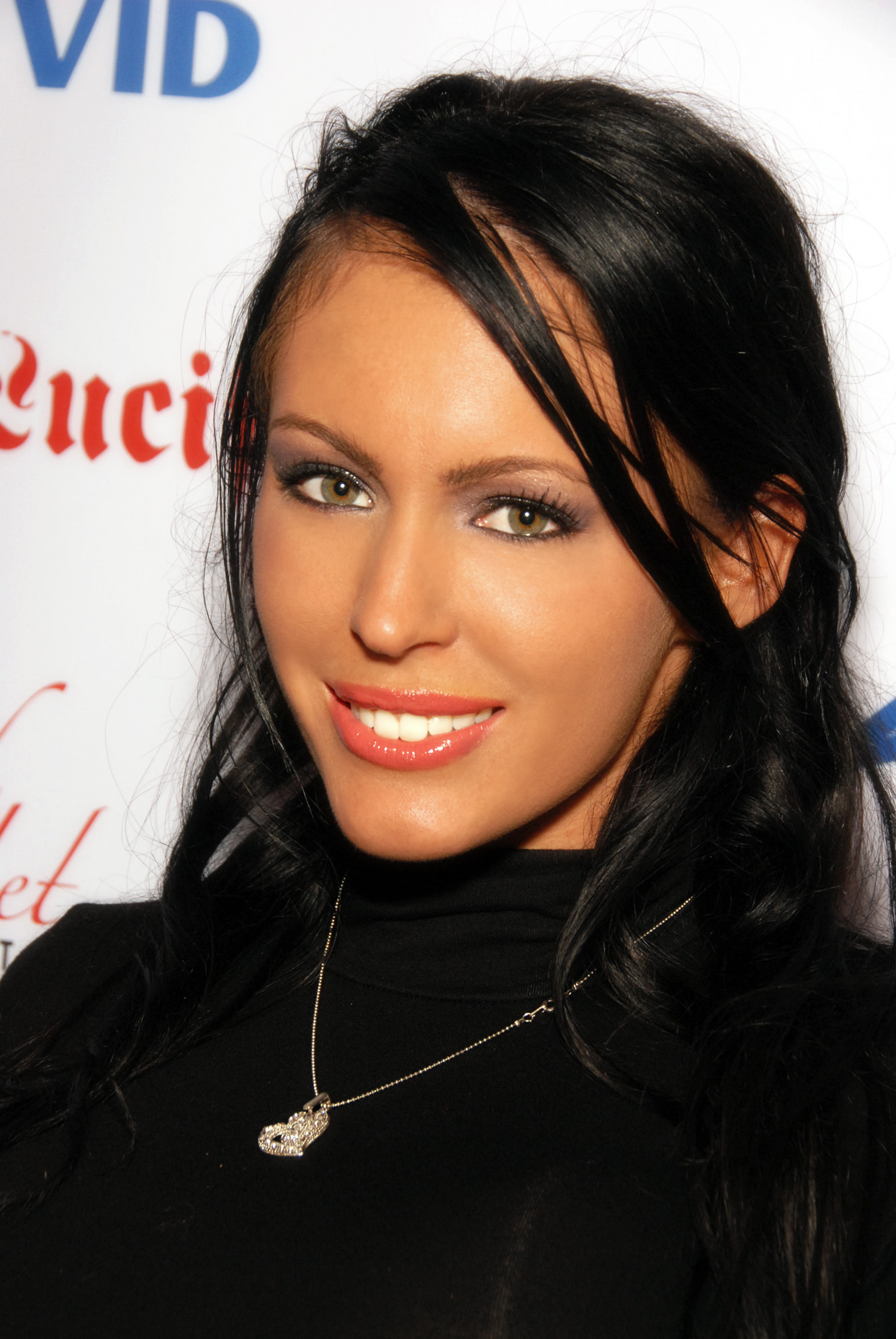
Jenna Presley
geboren in 1987

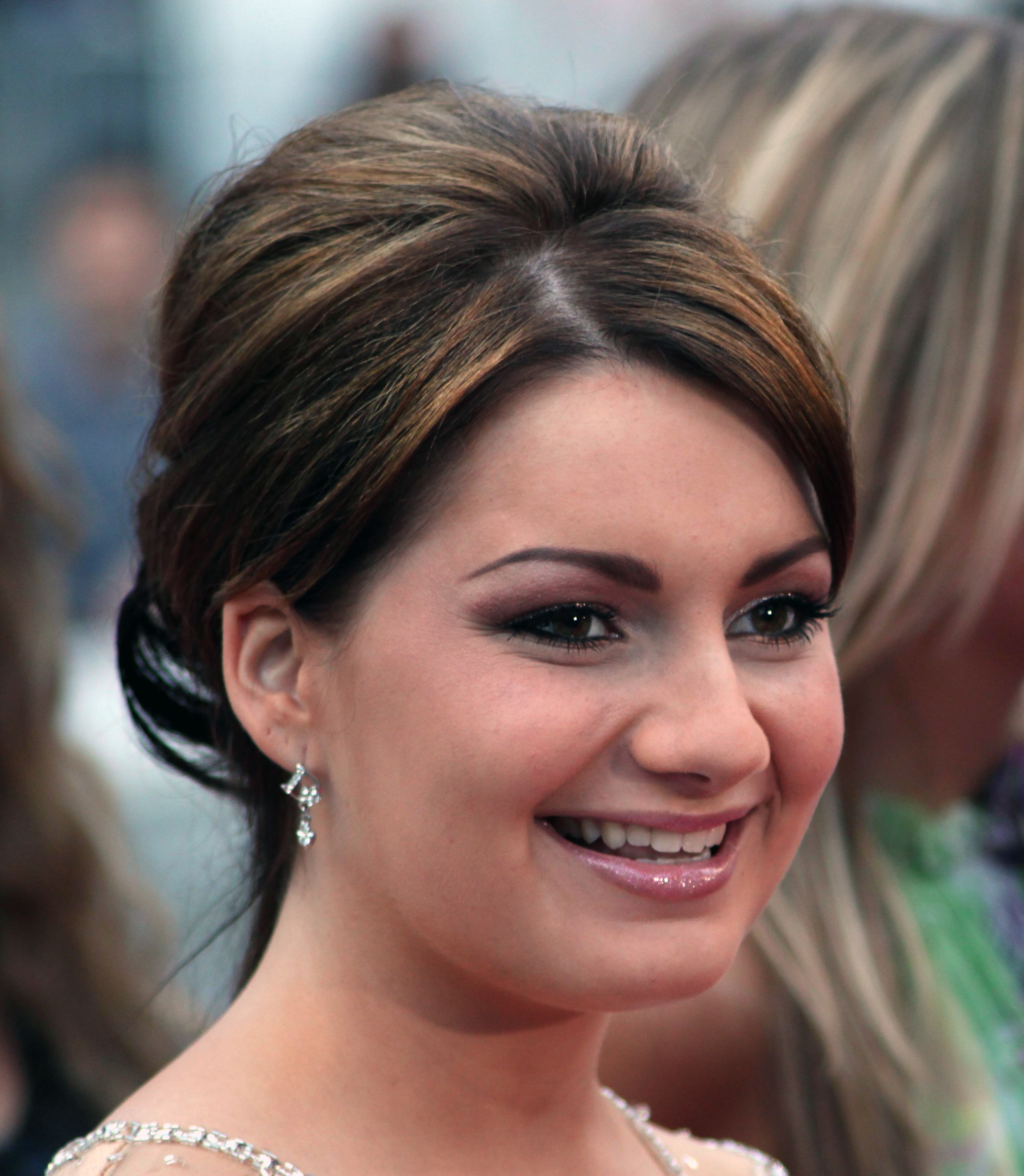
Sieneke Peeters
geboren in 1992

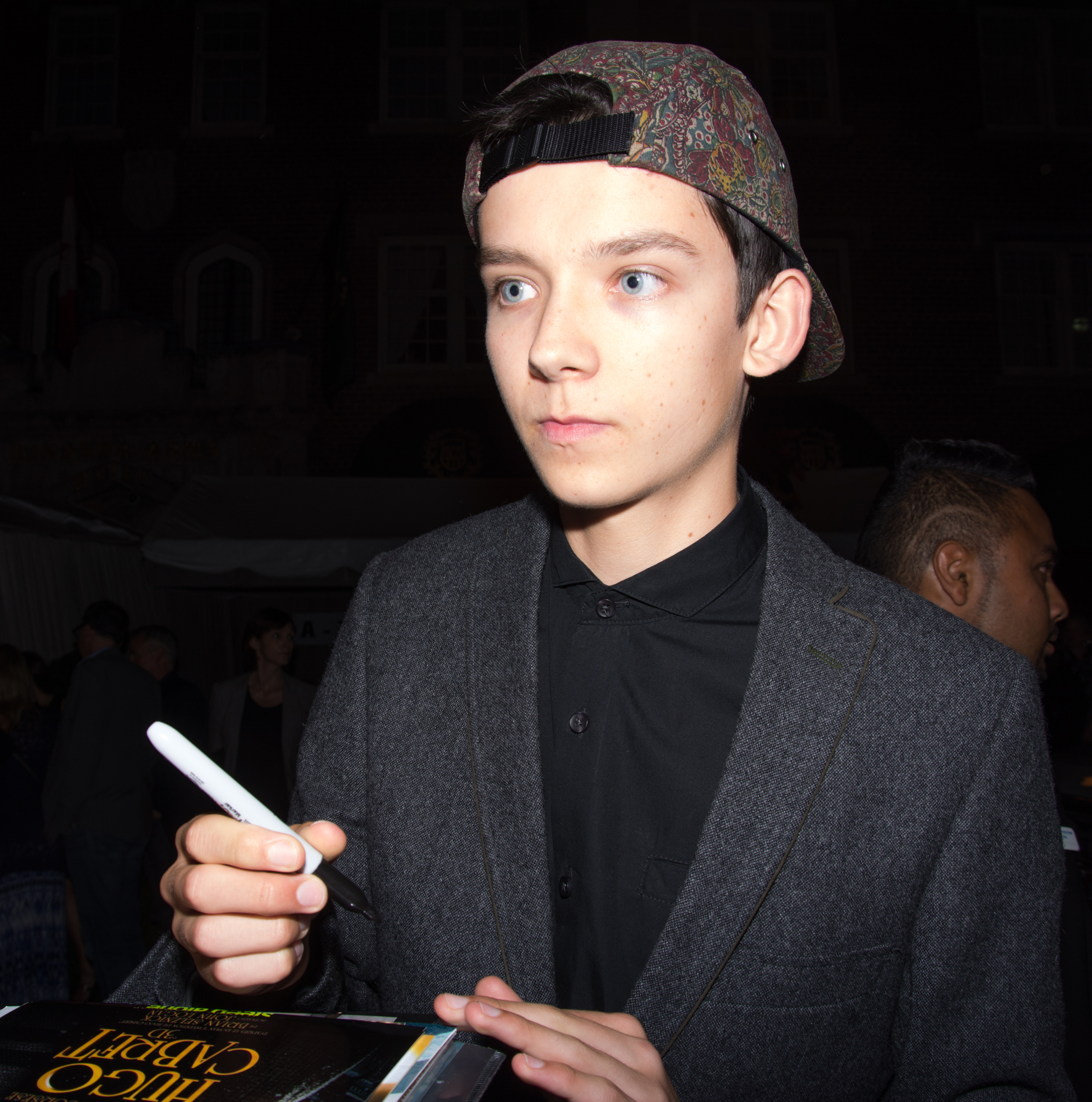
Asa Butterfield
geboren in 1997

- 1282 - Keizer Lodewijk de Beier (overleden 1347)
- 1578 - William Harvey, ontdekker van de bloedcirculatie (overleden 1657)
- 1621 - Goeroe Tegh Bahadur, negende goeroe van het sikhisme (overleden 1675)
- 1647 - John Wilmot, Engels dichter (overleden 1680)
- 1753 - Joseph de Maistre, Frans politicus, schrijver en filosoof (overleden 1821)
- 1786 - William Mulready, Iers-Engels kunstschilder (overleden 1863)
- 1815 - Otto von Bismarck, Duits politicus (overleden 1898)
- 1851 - Emanuel Marcus Rood, Nederlands architect (overleden 1929)
- 1856 - Hendrica Jansen, Nederlands schaakster (overleden 1929)
- 1858 - Arnold Aletrino, Nederlands schrijver en arts (overleden 1916)
- 1861 - Gustaf Adolf Boltenstern sr., Zweeds ruiter (overleden 1935)
- 1868 - Edmond Rostand, Frans schrijver (overleden 1918)
- 1873 - Sergej Rachmaninov, Russisch componist en pianist (overleden 1943)
- 1875 - Edgar Wallace, Engels detectiveschrijver (overleden 1932)
- 1878 - Alfred Flechtheim, Duits kunsthandelaar, kunstverzamelaar, galeriehouder en uitgever (overleden 1937)
- 1882 - Paul Anspach, Belgisch schermer en sportbestuurder (overleden 1981)
- 1883 - Jacob Lucas Boreel, Nederlands civiel ingenieur (overleden 1939)
- 1883 - Albert-Edouard Janssen, Belgisch politicus (overleden 1966)
- 1896 - John Pandellis, Grieks-Nederlands kunstschilder en decorbouwer (overleden 1965)
- 1889 - Maurits Colman, Belgisch atleet en voetballer (overleden 1944)
- 1903 - Salo Landau, Joods-Nederlands schaker (overleden 1944)
- 1905 - Gaston Eyskens, Belgisch politicus (overleden 1988)
- 1906 - Lucette Descaves, Frans pianiste (overleden 1993)
- 1908 - Abraham Maslow, Amerikaans psycholoog (overleden 1970)
- 1909 - Bill Whitehouse, Brits autocoureur (overleden 1957)
- 1911 - Ferdinand Jan Kranenburg, Nederlands politicus (overleden 1994)
- 1911 - Fauja Singh, Indisch langeafstandsloper
- 1916 - Lex Franken, Nederlands waterpoloër (overleden 1990)
- 1916 - Peter Knegjens, Nederlands sportverslaggever, presentator en reclamemaker (overleden 1996)
- 1916 - Max Nord, Nederlands dichter, journalist en letterkundige (overleden 2008)
- 1917 - Michel Donnet, Belgisch generaal (overleden 2013)
- 1919 - Percy Oliver, Australisch zwemkampioen (overleden 2011)
- 1925 - Jan Edelman Bos, Nederlands bedrijfskundige (overleden 2024)
- 1926 - Hans Ras, Nederlands taalkundige (overleden 2003)
- 1928 - Tonnie van As, Nederlands voetballer (overleden 2021)
- 1928 - Dimitri Frenkel Frank, Nederlands acteur en schrijver (overleden 1988)
- 1928 - Michail Koman, Sovjet-Oekraïens voetballer en trainer (overleden 2015)
- 1928 - Harry Sheppard, Amerikaans jazzmuzikant (overleden 2022)
- 1929 - Marcel Amont, Frans zanger (overleden 2023)
- 1929 - Milan Kundera, Tsjechisch schrijver (overleden 2023)
- 1929 - Jane Powell, Amerikaans actrice en zangeres (overleden 2021)
- 1931 - George Baker, Brits acteur (overleden 2011)
- 1931 - Hans Ebeling Koning, Nederlands beeldend kunstenaar (overleden 2023)
- 1931 - Rolf Hochhuth, Duits toneelschrijver (overleden 2020)
- 1931 - Helena Pilejczyk, Pools langebaanschaatsster (overleden 2023)
- 1932 - Avril Elgar, Brits actrice (overleden 2021)
- 1932 - Debbie Reynolds, Amerikaans actrice (overleden 2016)
- 1933 - Leo Canjels, Nederlands voetballer en voetbaltrainer (overleden 2010)
- 1933 - Claude Cohen-Tannoudji, Algerijns-Frans natuurkundige en Nobelprijswinnaar
- 1933 - Fay Coyle, Noord-Iers voetballer (overleden 2007)
- 1933 - Robert Sjavlakadze, (Sovjet-)Russisch atleet (hoogspringer) (overleden 2020)
- 1934 - Don Hastings, Amerikaans acteur
- 1935 - Hans Boswinkel, Nederlands acteur en regisseur (overleden 1999)
- 1935 - Fernando del Paso, Mexicaans schrijver (overleden 2018)
- 1936 - Abdul Qadir Khan, Pakistaans atoomgeleerde (overleden 2021)
- 1936 - Jean-Pascal Delamuraz, Zwitsers politicus (overleden 1998)
- 1936 - John Sayre, Amerikaans roeier (overleden 2023)
- 1939 - Ali MacGraw, Amerikaans actrice
- 1940 - Wangari Maathai, Keniaans milieu- en politiek activiste (overleden 2011)
- 1941 - Ghislaine D'Hollander, Belgisch atlete (overleden 2011)
- 1942 - Harry van den Bergh, Nederlands politicus (overleden 2020)
- 1943 - Rob Baan, Nederlands sportbestuurder en voetbaltrainer
- 1943 - Primo Baran, Italiaans roeier
- 1943 - Mario Botta, Zwitsers architect
- 1943 - Hugo Metsers, Nederlands acteur
- 1944 - Gerrit Berveling, Nederlands esperantist
- 1944 - Theo Hiddema, Nederlands advocaat
- 1945 - John Barbata, Amerikaans drummer (overleden 2024)
- 1945 - Tony Brown, Brits darter (overleden 2022)
- 1946 - Ronnie Lane, Brits muzikant en songwriter (overleden 1997)
- 1946 - Francis Van den Eynde, Belgisch politicus (overleden 2021)
- 1947 - Tonny Bruins Slot, Nederlands voetbaltrainer en -analist (overleden 2020)
- 1947 - Luis Ernesto Derbez, Mexicaans politicus
- 1947 - André Ornelis, Belgisch atleet
- 1947 - Robin Scott, Brits new-waveartiest
- 1947 - Ingrid Steeger, Duits actrice (overleden 2023)
- 1948 - Alain Vasseur, Frans wielrenner
- 1949 - Paul Manafort, Amerikaans jurist, lobbyist en politiek adviseur
- 1950 - Samuel Alito, Amerikaans rechter
- 1950 - Loris Kessel, Zwitsers autocoureur (overleden 2010)
- 1950 - Henk Krol, Nederlands journalist
- 1950 - Ed Nijpels, Nederlands politicus
- 1951 - Brendan Grace, Iers acteur, komiek en zanger (overleden 2019)
- 1951 - Alfredo Rodas, Ecuadoraans voetbalscheidsrechter
- 1952 - Rey Robinson, Amerikaans atleet
- 1952 - Bernard Stiegler, Frans filosoof en publicist (overleden 2020)
- 1952 - Paul Ulenbelt, Nederlands politicus (overleden 2025)
- 1953 - Carmen Jonckheere, Belgisch actrice (overleden 1992)
- 1953 - Els van Odijk, Nederlands kunsthistorica en bestuurder (overleden 2023)
- 1953 - Barry Sonnenfeld, Amerikaans producent en regisseur
- 1953 - Alberto Zaccheroni, Italiaans voetbalcoach
- 1954 - Giancarlo Antognoni, Italiaans voetballer
- 1954 - Armando Gama, Portugees singer-songwriter en operazanger (overleden 2022)
- 1954 - Gordon Hill, Engels voetballer
- 1954 - Dieter Müller, Duits voetballer
- 1954 - Jeff Porcaro, Amerikaans muzikant (overleden 1992)
- 1955 - Roberto Pruzzo, Italiaans voetballer
- 1955 - Nicoline van der Sijs, Nederlands taalkundige
- 1956 - John Pew, Amerikaans autocoureur
- 1958 - Milton Queiroz da Paixão (Tita), Braziliaans voetballer
- 1958 - Ricardo Ferretti de Oliveira (Tuca), Braziliaans voetballer en trainer
- 1958 - Tom van 't Hek, Nederlands hockeyer, hockeybondscoach en radiopresentator
- 1959 - Helmuth Duckadam, Roemeens voetballer (overleden 2024)
- 1959 - Christian Thielemann, Duits dirigent
- 1959 - Edwin Wolf, Surinaams politicus
- 1960 - Martin van Beek, Nederlands politicus (overleden 2018)
- 1960 - Frank Leistra, Nederlands hockeyer
- 1961 - Anders Forsbrand, Zweeds golfer
- 1962 - Chris Grayling, Brits politicus
- 1962 - Henk Grim, Nederlands voetballer
- 1962 - Attila Juhos, Hongaars voetbalscheidsrechter
- 1962 - John Wallace, Canadees roeier
- 1964 - Erik Breukink, Nederlands wielrenner en ploegleider
- 1965 - Anne-Mei The, Nederlands hoogleraar langdurige zorg
- 1966 - Arno Visser, Nederlands politicus
- 1968 - Miguel Dias, Nederlands bokser
- 1968 - Ingrid Klimke, Duits amazone
- 1971 - Sonia Bisset, Cubaans atlete
- 1971 - Method Man, Amerikaans rapper
- 1971 - Siska Mulder, Nederlands schrijfster, columniste en journaliste
- 1971 - Vladimir Selkov, Russisch zwemmer
- 1971 - Daniel Vacek, Tsjechisch tennisser
- 1972 - Ewan Pearson, Brits houseproducer
- 1973 - Cristiano Doni, Italiaans voetballer
- 1973 - Rachel Maddow, Amerikaans presentator en politiek commentator
- 1973 - Kris Marshall, Brits acteur
- 1973 - Oscar Moens, Nederlands voetbalkeeper
- 1973 - Ferdi Vierklau, Nederlands voetballer
- 1974 - René Andrle, Tsjechisch wielrenner
- 1974 - Paolo Bettini, Italiaans wielrenner
- 1974 - Maria Martins, Frans atlete
- 1974 - Cyril Raffaelli, Frans vechtsportkampioen en acteur
- 1974 - Sandra Völker, Duits zwemster
- 1975 - Gerrit Glomser, Oostenrijks wielrenner
- 1975 - Tom Harald Hagen, Noors voetbalscheidsrechter
- 1975 - Michael Poulsen, Deens zanger en gitarist
- 1976 - Gábor Király, Hongaars voetballer
- 1976 - Nicole Sanderson, Australisch beachvolleyballer
- 1976 - Kim Sasabone, Nederlands zangeres
- 1976 - Henry Schut, Nederlands sportjournalist en televisiepresentator
- 1976 - Clarence Seedorf, Nederlands voetballer
- 1977 - Vitor Belfort, Braziliaans vechtsporter
- 1977 - Kelli White, Amerikaans atlete
- 1977 - Haimar Zubeldia, Spaans wielrenner
- 1978 - Elijah Mutai, Keniaans atleet
- 1978 - Akram Roumani, Marokkaans voetballer
- 1978 - Nico Sijmens, Belgisch wielrenner
- 1978 - Tinne Van der Straeten, Belgisch advocate en politica
- 1978 - Miroslava Vavrinec, Zwitsers tennisspeelster
- 1979 - Ruth Beitia, Spaans atlete
- 1980 - Valérie Marcoux, Canadees kunstschaatsster
- 1980 - Randy Orton, Amerikaans professioneel worstelaar
- 1981 - Helene Bøksle, Noors zangeres en actrice
- 1981 - Alx Danielsson, Zweeds autocoureur
- 1981 - Stefan Oosting, Nederlands zwemmer
- 1981 - Bjørn Einar Romøren, Noors schansspringer
- 1981 - Hannah Spearritt, Brits zangeres
- 1982 - Andreas Thorkildsen, Noors atleet
- 1983 - Matt Lanter, Amerikaans acteur en model
- 1983 - Sergej Lazarev, Russisch zanger, danser en acteur
- 1983 - Warren Shouldice, Canadees freestyleskiër
- 1983 - Koen Van Der Heyden, Belgisch voetballer
- 1983 - Jurgen Verbrugghe, Belgisch atleet
- 1983 - Marlijn Weerdenburg, Nederlands actrice, zangeres en presentatrice
- 1984 - Maximilian Osinski, Amerikaans acteur
- 1985 - Sjamil Boerzijev, Russisch voetballer (overleden 2010)
- 1985 - Imanuelle Grives, Nederlands actrice
- 1986 - Siham Raijoul, Nederlands tv-presentatrice
- 1986 - Ireen Wüst, Nederlands schaatsster
- 1987 - Ding Junhui, Chinees snookerspeler
- 1987 - Kate Haywood, Brits zwemster
- 1987 - Roxane Knetemann, Nederlands wielrenster
- 1987 - Victor Mids, Nederlands illusionist
- 1987 - Evi Neijssen, Nederlands turnster
- 1987 - Jenna Presley, Amerikaans pornoactrice
- 1987 - Oliver Turvey, Brits autocoureur
- 1987 - Juno Rissema, nachtburgemeester en stadsdichter
- 1988 - Fatmire Alushi, Duits voetbalster
- 1988 - Abel Azcona, Spaans kunstenaar
- 1988 - Sandie Clair, Frans baanwielrenster en bobsleeër
- 1989 - Jan Blokhuijsen, Nederlands schaatser
- 1989 - Christian Vietoris, Duits autocoureur
- 1990 - Anita Nederlof, Nederlands zangeres, actrice en presentatrice
- 1990 - Dario Vujičević, Bosnisch voetballer
- 1990 - Ashley Westwood, Engels voetballer
- 1991 - Sebastian Polter, Duits voetballer
- 1991 - Duván Zapata, Colombiaans voetballer
- 1992 - Sieneke Peeters, Nederlands zangeres
- 1992 - Ramazan Çevik, Turks-Belgisch voetballer
- 1992 - Martin Løwstrøm Nyenget, Noors langlaufer
- 1993 - Jurgen Mattheij, Nederlands voetballer
- 1993 - Nico Schulz, Duits voetballer
- 1993 - Hannes Van der Bruggen, Belgisch voetballer
- 1993 - Franco Zennaro, Belgisch-Italiaans voetballer
- 1994 - Bahnou Diarra, Belgisch-Malinees voetballer
- 1994 - Randy Onuoha, Nederlands voetballer
- 1995 - Chadrac Akolo, Congolees voetballer
- 1995 - Kim Mourmans, Nederlands voetballer
- 1995 - Dmitri Jefremov, Russisch voetballer
- 1996 - Nassim Amaarouk, Nederlands voetballer
- 1996 - Pablo Clavería, Spaans voetballer
- 1996 - Pelle van Amersfoort, Nederlands voetballer
- 1996 - Jan Thomas Jenssen, Noors langlaufer
- 1997 - Asa Butterfield, Brits acteur
- 1997 - Cian Harries, Engels voetballer
- 1997 - Katharina Liensberger, Oostenrijks alpineskiester
- 1997 - Álex Palou, Spaans autocoureur
- 1998 - Hicham Haouat, Nederlands voetballer
- 1998 - Coco Michelle de Jong, Nederlands powerliftster
- 1998 - Luc Tinnemans, Nederlands voetballer
- 1998 - Jeffrey de Lange, Nederlands voetballer
- 2000 - Rhian Brewster, Welsh voetballer
- 2000 - Guy Mbenza, Congolees voetballer
- 2001 - Marte Leinan Lund, Noors Noordse combinatieskiester
- 2001 - Rémy Vita, Malagassisch-Frans voetballer
- 2001 - Julian von Moos, Zwitsers voetballer
- 2002 - Rafael Bobeica, Moldavisch zanger
- 2002 - Ignace Van der Brempt, Belgisch voetballer
- 2004 - Matheus França de Oliveira, Braziliaans voetballer
- 2004 - Oscar Gloukh, Israëlisch voetballer
- 2004 - David Haverdings, Nederlands veldrijder
- 2004 - Silje Stockmar, Deens voetbalster

## Overleden

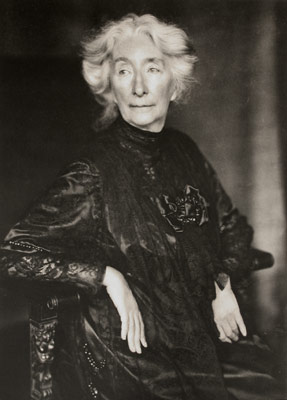
Cosima Wagner
overleden in 1930

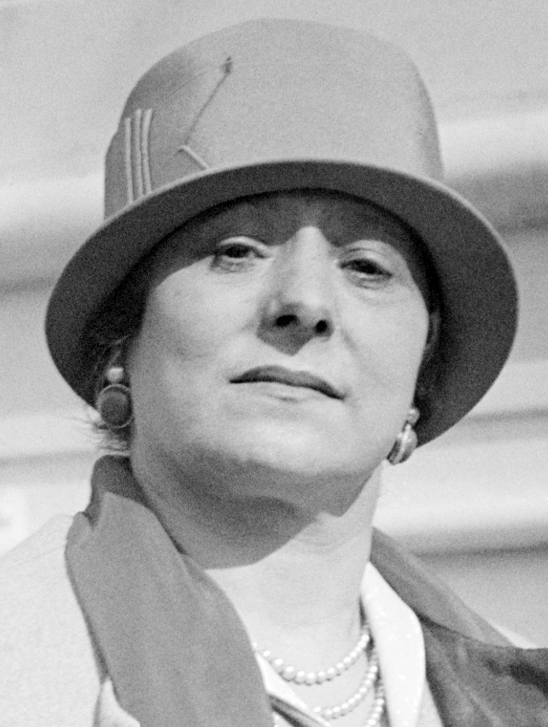
Helena Rubinstein
overleden in 1965

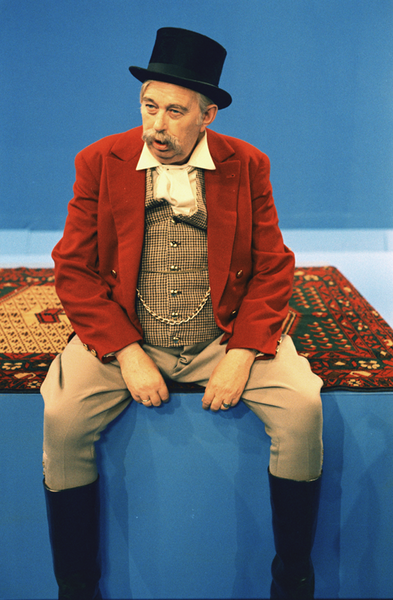
Willy Ruys (hier als Dikke Deur)
overleden in 1983

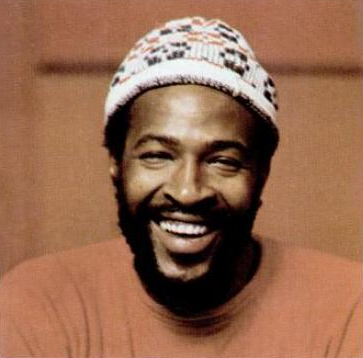
Marvin Gaye
overleden in 1984

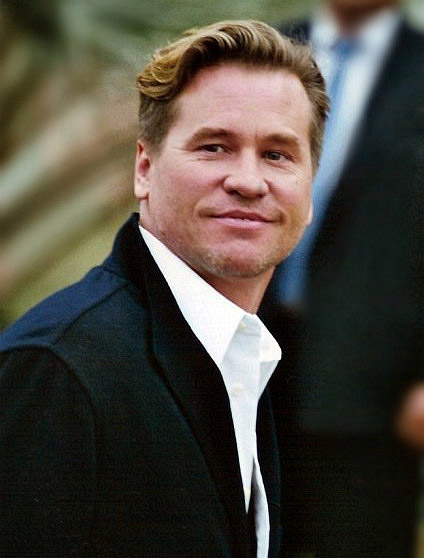
Val Kilmer
overleden in 2025

- 619 - Walricus (54), Frankisch abt en christelijk heilige
- 1229 - Abraham van Bulgarije, Bulgaars christelijk heilige
- 1507 - Sigismondo d'Este (73), gouverneur van Reggio Emilia
- 1548 - Sigismund I (81), koning van Polen
- 1649 - Juan Bautista Maíno (67), Spaans kunstschilder
- 1814 - Joseph de Ferraris (87), Oostenrijks artillerie-generaal
- 1835 - Bartolomeo Pinelli, Italiaans kunstenaar
- 1845 - Francisco Manuel Blanco (66), Spaans frater en botanicus
- 1863 - Jakob Steiner (67), Zwitsers wiskundige
- 1880 - Anne Tjittes Reitsma (73), Nederlands dominee
- 1890 - Joseph Jessurun de Mesquita (24), Nederlands fotograaf
- 1897 - Jandamarra (circa 27), Aborigines opstandeling
- 1910 - Andreas Achenbach (94), Duits landschapsschilder
- 1911 - Frederick Daniel Hardy (84), Engels kunstschilder
- 1914 - Angelo Mariani (75), Frans drogist
- 1916 - Gabrielle Petit (23), Belgisch verzetsstrijdster
- 1917 - Scott Joplin (48), Amerikaans componist en pianist
- 1921 - Joe Donoghue (50), Amerikaans schaatser
- 1922 - Karel I (34), Oostenrijks keizer
- 1924 - Stanley Rowley (47), Australisch atleet
- 1930 - Cosima Wagner (92), Italiaans echtgenote van Richard Wagner
- 1935 - Theodorus Marinus Roest van Limburg (69), Nederlands politiefunctionaris
- 1942 - Julius Stoop (58), Nederlands filmregisseur
- 1947 - George II (56), Grieks koning
- 1951 - Johannes Kielstra (72), Nederlands hoogleraar, politicus en diplomaat
- 1951 - Jan Wagenaar (62), Nederlands schrijver en politicus
- 1954 - Jan Thomée (67), Nederlands voetballer en huisarts
- 1960 - Piet Bakker (62), Nederlands journalist en schrijver
- 1960 - Walter Kuntze (77), Duits generaal
- 1964 - Thomas Monarch (51), Amerikaans autocoureur
- 1965 - Helena Rubinstein (94), Pools-Amerikaans oprichtster van het gelijknamige cosmeticaconcern
- 1966 - Leo Ghering (65), Nederlands voetballer
- 1968 - Lev Landau (60), Sovjet-Russisch natuurkundige en Nobelprijswinnaar
- 1971 - Henk Hemsing (79), Nederlands schoonspringer
- 1976 - Max Ernst (84), Duits schilder
- 1981 - Dennis Feltham Jones (62), Brits sciencefictionschrijver
- 1983 - Bo Ekelund (88), Zweeds atleet
- 1983 - Willy Ruys (73), Nederlands acteur
- 1984 - Marvin Gaye (44), Amerikaans zanger
- 1985 - Herman Roelstraete (59), Belgisch componist, zanger, dirigent en muziekhistoricus
- 1988 - Marius Holtrop (85), Nederlands zakenman en bankier
- 1994 - Robert Doisneau (81), Frans fotograaf
- 1997 - Makar Hontsjarenko (84), Sovjet-Oekraïens voetballer
- 2001 - Olivia Barclay (81), Brits astrologe
- 2001 - Trịnh Công Sơn (63), Vietnamees musicus en liedjesschrijver
- 2001 - Jalil Zandi (49), Iraans gevechtspiloot
- 2002 - Simo Häyhä (96), Fins militair
- 2003 - Leslie Cheung (46), Chinees acteur
- 2003 - Marcel Ernzer (76), Luxemburgs wielrenner
- 2004 - Paul Atkinson (58), Brits muziekproducer en gitarist
- 2005 - Harald Juhnke (75), Duits acteur
- 2007 - Driss Chraïbi (80), Marokkaans schrijver
- 2007 - Hans Filbinger (93), Duits jurist en politicus
- 2007 - Bob McMillen (79), Amerikaans atleet
- 2007 - Albert Waalkens (86), Nederlands herenboer, galeriehouder en kunstpromotor
- 2009 - Arne Andersson (91), Zweeds atleet
- 2009 - Umberto Betti (87), Italiaans kardinaal
- 2009 - Pedro Infante jr. (59), Mexicaans zanger
- 2009 - Jan Kleyn (83), Nederlands atleet
- 2009 - Elaine Cancilla Orbach (69), Amerikaans musicalactrice
- 2010 - John Forsythe (92), Amerikaans acteur
- 2011 - Varkey Vithayathil (83), Indiaas aartsbisschop van de Syro-Malabar-Katholieke Kerk en kardinaal van de Rooms-Katholieke Kerk
- 2012 - Giorgio Chinaglia (65), Italiaans voetballer
- 2012 - Leila Denmark (114), Amerikaans medicus
- 2012 - Miguel de la Madrid (77), Mexicaans president
- 2013 - Tjeerd Epema (106), bij leven oudste man in Nederland
- 2014 - Lida van der Anker-Doedens (91), Nederlands kanovaarster
- 2014 - Jacques Le Goff (90), Frans historicus
- 2015 - Jan Aantjes (94), Nederlands burgemeester
- 2015 - Misao Okawa (117), bij leven Japans oudste persoon ter wereld
- 2015 - Cynthia Powell (75), Brits ex-vrouw van John Lennon
- 2015 - Nicolae Rainea (81), Roemeens voetbalscheidsrechter
- 2016 - Hans Polak (70), Nederlands journalist en televisieprogrammamaker
- 2017 - Gary Austin (75), Amerikaans toneelregisseur
- 2017 - Lonnie Brooks (83), Amerikaans zydeco-, rock- en bluesgitarist
- 2017 - Jevgeni Jevtoesjenko (84), Russisch dichter
- 2017 - Ikutaro Kakehashi (87), Japans ondernemer
- 2018 - Steven Bochco (74), Amerikaans televisieproducent
- 2018 - Efraín Ríos Montt (91), Guatemalteeks militair, politicus en predikant
- 2019 - Vonda N. McIntyre (70), Amerikaans schrijfster
- 2020 - Ellis Marsalis (85), Amerikaans jazzpianist en muziekpedagoog
- 2020 - Bucky Pizzarelli (94), Amerikaans jazzgitarist
- 2020 - Adam Schlesinger (52), Amerikaans muzikant
- 2021 - Isamu Akasaki (92), Japans natuurkundige en Nobelprijswinnaar
- 2021 - Patrick Juvet (70), Zwitsers zanger
- 2022 - C.W. McCall (93), Amerikaans countryzanger
- 2023 - Céline van Balen (57), Nederlands fotografe
- 2023 - Dario Campeotto (84), Deens zanger
- 2023 - Klaus Teuber (70), Duits ontwerper
- 2023 - Christo Zjivkov (48), Bulgaars acteur
- 2024 - Aureli Argemí i Roca (88), Spaans theoloog, monnik en politicus
- 2024 - Peter Calicher (72), Nederlands toetsenist
- 2024 - Sue Chaloner (71), Brits-Nederlands zangeres
- 2025 - Frits Brink (79), Nederlands bestuurder en politicus
- 2025 - Leandro Domingues (41), Braziliaans voetballer
- 2025 - Val Kilmer (65), Amerikaans acteur
- 2025 - Johan G. Lammers (83), Nederlands jurist
- 2025 - Johnny Tillotson (86), Amerikaans zanger

## Viering/herdenking
- Eerste paasdag in 1584, 1646, 1657, 1668, 1714, 1725, 1736, 1804, 1866, 1877, 1888, 1923, 1934, 1945, 1956, 2018, 2029, 2040.
- Iran: Dag van de Iraanse Islamitische Republiek (1979)
- Brielle (Den Briel): In 1572 was de stad het toneel van de inname door de watergeuzen, het eigenlijke begin van de opstand tegen Filips II. Dit historisch feit wordt ieder jaar op 1 april gevierd.
- Jaarlijks begin van het eerste regeringssemester van de Capitano Reggente van San Marino (dit semester duurt tot 1 oktober van hetzelfde jaar).
- 1 april is een dag waarop in veel landen mensen elkaar op een goedaardige manier voor de gek proberen te houden. Vooral de media sturen dan 's ochtends of in de aanloop naar de dag wat "groot nieuws" de wereld in, wat dan in de loop van de dag een 1 aprilgrap of aprilvis blijkt te zijn.
- Rooms-katholieke kalender:
  - Heilige Hugo van Grenoble († 1132)
  - Heilige Walricus († c. 619)
  - Heilige Ludovico Pavoni († 1849)
  - Heilige Melito van Sardes († c. 180)
  - Heilige Abraham van Bulgarije († 1229)
  - Heiligen martelaars-zusters van Thessaloniki: Agapè en Chionia († 304)

## Weerextremen

### Nederland
| | Officiële records | Officiële records | Officiële records |      | Landelijke records       | Landelijke records | Landelijke records |
| Gebeurtenis | Jaar              | Extreem           | Locatie           | Jaar | Extreem                  | Locatie            | |
| --- | ----------------- | ----------------- | ----------------- | ---- | ------------------------ | ------------------ | --- |
| Laagste etmaalgemiddelde temperatuur (°C) | 1922              | 0,3               | De Bilt           |      | 1996                     | −2,3               | Twenthe |
| Hoogste etmaalgemiddelde temperatuur (°C) | 2004              | 14,0              | De Bilt           |      | 2004                     | 15,6               | Hoek van Holland |
| Laagste minimumtemperatuur (°C) | 1922              | −6,1              | De Bilt           |      | 1996                     | −8,8               | Twenthe |
| Hoogste minimumtemperatuur (°C) | 2011              | 9,9               | De Bilt           |      | 2011                     | 11,5               | Eindhoven |
| Laagste maximumtemperatuur (°C) | 1963              | 2,6               | De Bilt           |      | 2022                     | 1,8                | Maastricht |
| Hoogste maximumtemperatuur (°C) | 2014              | 20,4              | De Bilt           |      | 2014                     | 22,4               | Ell |
| Hoogste uurgemiddelde windsnelheid (m/s) | 1948              | 18,5              | De Bilt           |      | 1994                     | 25,2               | IJmuiden |
| Hoogste windstoot (m/s) | 1994              | 27,3              | De Bilt           |      | 2015                     | 36,0               | Huibertgat |
| Langste zonneschijnduur (uur) | 1997              | 12,2              | De Bilt           |      | 1996 1997 2013 2019 2020 | 12,2               | Gilze-Rijen, Hoek van Holland, Lelystad, Valkenburg ZH, Vlissingen, Westdorpe, Wilhelminadorp Cabauw, De Bilt, De Kooy, Gilze-Rijen, Herwijnen, Nieuw Beerta, Schiphol De Kooy, Schiphol De Kooy Eindhoven |
| Langste neerslagduur (uur) | 2023              | 12,4              | De Bilt           |      | 2023                     | 20,1               | Maastricht |
| Hoogste etmaalsom van de neerslag (mm) | 1980              | 26,3              | De Bilt           |      | 1980                     | 26,3               | De Bilt |
| Laagste etmaalgemiddelde relatieve vochtigheid (%) | 1931              | 39                | De Bilt           |      | 1931, 1940               | 37                 | Maastricht |
| Laagste uurwaarde luchtdruk op zeeniveau (hPa) | 1994              | 977,9             | De Bilt           |      | 1994                     | 972,6              | De Kooy |
| Hoogste uurwaarde luchtdruk op zeeniveau (hPa) | 1906              | 1034,0            | De Bilt           |      | 1910                     | 1034,8             | De Kooy |
| Officiële records worden altijd gemeten op het KNMI-weerstation in De Bilt. Landelijke records kunnen worden gemeten op elk officieel KNMI-weerstation in Nederland. |                   |                   |                   |      |                          |                    | |

Uitzonderlijke gebeurtenissen
- 1914 - Eerste landelijke warme dag van het jaar gemeten in Eelde (maximumtemperatuur ≥ 20 °C op een officieel weerstation)
- 1934 - Eerste landelijke zachte dag van het jaar gemeten in Maastricht (maximumtemperatuur ≥ 15 °C op een officieel weerstation)
- 1976 - Eerste landelijke zachte dag van het jaar gemeten in Eindhoven, Gilze-Rijen, Maastricht, Soesterberg en Volkel (maximumtemperatuur ≥ 15 °C op een officieel weerstation)
- 1985 - Eerste officiële zachte dag van het jaar (maximumtemperatuur ≥ 15 °C in De Bilt)
- 1985 - Eerste landelijke zachte dag van het jaar gemeten in De Bilt, De Kooy, Deelen, Eindhoven, Gilze-Rijen, Leeuwarden, Maastricht, Rotterdam, Schiphol, Soesterberg, Twenthe, Valkenburg ZH, Vlissingen en Volkel (maximumtemperatuur ≥ 15 °C op een officieel weerstation)
- 1985 - Eerste landelijke warme dag van het jaar gemeten in Eindhoven en Gilze-Rijen (maximumtemperatuur ≥ 20 °C op een officieel weerstation)
- 1994 - Landelijk maandrecord laagste uurwaarde luchtdruk op zeeniveau in hPa van april gemeten in De Kooy: 972,6
- 2001 - Eerste officiële zachte dag van het jaar (maximumtemperatuur ≥ 15 °C in De Bilt)
- 2004 - Eerste officiële warme dag van het jaar (maximumtemperatuur ≥ 20 °C in De Bilt)
- 2009 - Eerste officiële zachte dag van het jaar (maximumtemperatuur ≥ 15 °C in De Bilt)
- 2023 - Officieel langste neerslagduur in uren van april dit jaar gemeten in De Bilt: 12,4
- 2023 - Landelijk langste neerslagduur in uren van april dit jaar gemeten in Maastricht: 20,1
- 2023 - Officieel hoogste etmaalsom van de neerslag in mm van april dit jaar gemeten in De Bilt: 13,2
- 2023 - Officieel laagste uurwaarde luchtdruk op zeeniveau in hPa van april dit jaar gemeten in De Bilt: 990,4
- 2023 - Landelijk laagste uurwaarde luchtdruk op zeeniveau in hPa van april dit jaar gemeten in Schiphol: 989,8
- 2024 - Officieel laagste uurwaarde luchtdruk op zeeniveau in hPa van april dit jaar gemeten in De Bilt: 992,7 (voorlopig)
- 2024 - Landelijk laagste uurwaarde luchtdruk op zeeniveau in hPa van april dit jaar gemeten in Vlissingen: 992,1 (voorlopig)

### België
Dagrecords
- 1963 - Laagste etmaalgemiddelde temperatuur 1,8 °C
- 2004 - Hoogste etmaalgemiddelde temperatuur 15,8 °C
- 1919 - Laagste minimumtemperatuur −2,4 °C
- 1990 - Hoogste maximumtemperatuur 21,2 °C
- 1973 - Hoogste etmaalsom van de neerslag 18 mm

Uitzonderlijke gebeurtenissen
- 1936 - Een tornado veroorzaakt schade in de streek van Ingelmunster, in West-Vlaanderen.

<< · 1 · 2 · 3 · 4 · 5 · 6 · 7 · 8 · 9 · 10 · 11 · 12 · 13 · 14 · 15 · 16 · 17 · 18 · 19 · 20 · 21 · 22 · 23 · 24 · 25 · 26 · 27 · 28 · 29 · 30 · >>